# Villa Frei (métro de Santiago)
Villa Frei est une station de la ligne 3 du métro de Santiago, située dans la commune de Ñuñoa.

## Situation
Elle se situe entre Chile España à l'ouest, en direction de Los Libertadores, et Plaza Egaña à l'est, en direction de Fernando Castillo Velasco.
Elle est établie sous l'intersection des avenues Irarrávazaval et Ramón Cruz.

## Historique
La station est ouverte le 22 janvier 2019, lors de la mise en service de la ligne 3.

## Dénomination
La station est proche de la Villa Frei, un complexe résidentiel inauguré sous le gouvernement d'Eduardo Frei Montalva en 1968 et qui a ensuite été déclaré zone typique en 2015. Le pictogramme de la station représente le dessin caractéristique des escaliers des bâtiments de la villa Frei, accompagné d'arbres qui symbolisent le parc Ramón Cruz.
Initialement, la station devait s'appeler Diagonal Oriente car elle est située près de la rue de ce nom.

## Service des voyageurs
La station possède un unique accès équipé d'un ascenseur.